# Miguel Fernando Pereira Rodrigues
Miguel Fernando Pereira Rodrigues (Fátima, 16 marzo 1993) è un calciatore portoghese, difensore del Mladost Donja Gorica.

## Caratteristiche tecniche
Gioca come difensore centrale.

## Carriera

### Club

#### União Leiria
Nato a Fátima, nel distretto di Santarém, inizia a giocare proprio al Fátima, prima di essere aggregato nel 2007 al CADE. Nel 2009 entra nelle giovanili dell'União Leiria. Il club, sommerso da una grave crisi finanziaria, lo fa esordire il 5 maggio 2012 nel corso della sfida persa al Da Luz contro il Benfica.

#### Nacional
Nel luglio 2012 viene acquistato dal Nacional, con cui colleziona 17 presenze alla prima stagione, contribuendo all'ottavo posto finale. Il 19 aprile 2014 segna la sua prima rete in Primeira Liga, nel corso della partita vinta 5-0 contro il Paços Ferreira, che sancisce la qualificazione in Europa League della squadra di Madera. La sua prima partecipazione alla competizione continentale ha luogo il 21 agosto 2014, quando nel preliminare il Nacional affronta in Bielorussia la Dinamo Minsk, uscendo sconfitto 0-2. In seguito Rodrigues rimane a Madera pure per la stagione 2015-2016, conclusasi in undicesima posizione. Col Nacional ha disputato in quattro anni 64 incontri in campionato, segnando una rete.

#### Panaitōlikos
Dal 2016 al 2018 ha disputato due stagioni con i greci del Panaitōlikos, con cui è riuscito ad arrivare stabilmente a metà classifica. Dopo 54 gettoni e due reti in Souper Ligka, Rodrigues rescinde il suo contratto con gli ellenici.

#### Rio Ave ed Estoril Praia
Il 19 maggio 2018 ritorna in patria nelle file del Rio Ave, ma a gennaio 2019 viene ceduto in prestito all'Estoril Praia. In seguito, dal 2019, viene aggregato al Rio Ave B.

### Nazionale
Dopo otto presenze col Portogallo under-20, il 4 settembre 2014 Rodrigues debutta con la maglia della selezione under-21, nel corso della sfida vinta in trasferta 2-1 contro la Norvegia, in un match valido per le qualificazioni agli Europei 2015.